# Związki konstytutywne
Związki konstytutywne to zapis matematyczny relacji między tensorem naprężenia a tensorem odkształcenia.
Najprostszym przykładem związków konstytutywnych jest prawo Hooke’a opisujące materiał liniowo sprężysty.
Związki konstytutywne zawierają jeden lub więcej parametrów opisujących podstawowe zjawiska określające zachowanie materiału:
- sprężystość - zdolność do powrotu do stanu pierwotnego, pozbawionego naprężeń i odkształceń,
- plastyczność - pojawianie się odkształceń trwałych, które nie znikają po zdjęciu obciążenia; proces niezależny od czasu rzeczywistego,
- reologię - zależność stanu naprężenia i odkształcenia od czasu rzeczywistego,
- uszkodzenia - opisuje narastanie w materiale uszkodzeń (mikrorys, mikropęknięć), które powodują degradację. Materiał po odciążeniu wykazuje inne cechy niż przed obciążeniem. Nie uwzględnia starzenia się materiału bądź korozji,
- człon termiczny - opisujący zachowanie materiału w zależności od temperatury.